# 莫霍利-纳吉·拉斯洛
莫霍利-纳吉·拉斯洛（匈牙利語：Moholy-Nagy László，發音：[ˈmoholiˌnɒɟ ˈlaːsloː]；1895年7月20日—1946年11月24日），匈牙利画家、摄影师，曾任包豪斯学院教师。他深受构成主义的影响，大力倡导将技术和工业融入艺术。他在绘画、素描、摄影、拼贴画、雕塑、电影、戏剧和写作等领域都具有开创性贡献，艺术评论家彼得·谢尔达尔称其为“不懈的实验者”。
莫霍利-纳吉还与其他艺术家有过合作，包括露西娅·莫霍利（其第一任妻子）、瓦爾特·格羅佩斯、马塞尔·布劳耶和赫伯特·拜尔。他创建了芝加哥设计学院，如今为伊利諾理工學院的一部分，艺术史学家伊丽莎白·西格尔（Elizabeth Siegel）称其为“他最重要的艺术作品”。